# Barvinkiv, Verhovîna
Barvinkiv (în ucraineană Барвінків) este un sat în comuna Horoțeve din raionul Verhovîna, regiunea Ivano-Frankivsk, Ucraina.

## Demografie
Componența lingvistică a localității Barvinkiv
     Ucraineană (99,66%)
     Alte limbi (0,34%)
Conform recensământului din 2001, majoritatea populației localității Barvinkiv era vorbitoare de ucraineană (99,66%), existând în minoritate și vorbitori de alte limbi.